# Ratowo (Mazovië)
Ratowo is een plaats in het Poolse district  Mławski, woiwodschap Mazovië. De plaats maakt deel uit van de gemeente Radzanów en telt 380 inwoners.